# Алёхина, Надежда Владимировна
Наде́жда Влади́мировна Алёхина (в девичестве Баже́нова; род. 22 сентября 1978) — российская легкоатлетка, специалистка по тройному прыжку. Выступала за сборную России по лёгкой атлетике в 2000-х годах, обладательница бронзовой медали Универсиады в Измире, многократная чемпионка и призёрка первенств национального значения, участница ряда крупных международных стартов. Представляла Москву и Владимирскую область. Мастер спорта России международного класса.

## Биография
Надежда Баженова родилась 22 сентября 1978 года.
Заниматься лёгкой атлетикой начала в 14 лет, проходила подготовку под руководством тренера Александра Владимировича Кучерова. Окончила Владимирский государственный университет.
Впервые заявила о себе в тройном прыжке на взрослом всероссийском уровне в сезоне 2001 года, выиграв бронзовую медаль на зимнем чемпионате России в Москве. Будучи студенткой, представляла страну на Универсиаде в Пекине, где стала седьмой в прыжках в длину.
В 2002 году в тройном прыжке одержала победу на зимнем чемпионате России в Волгограде, заняла четвёртое место на чемпионате Европы в помещении в Вене.
На чемпионате России 2003 года в Туле в программе тройного прыжка превзошла всех своих соперниц и завоевала золото. Принимала участие в чемпионате мира в Париже — с результатом 13,77 метра не сумела преодолеть предварительный квалификационный этап.
В 2005 году на чемпионате России в Туле вновь была лучшей в тройном прыжке, тогда как на чемпионате мира в Хельсинки показала результат 13,78 метра и в финал не вышла. Также в этом сезоне побывала на Универсиаде в Измире, откуда привезла награду бронзового достоинства.
Сезон 2006 года пропустила в связи с рождением сына.
На чемпионате России 2007 года в Туле была третьей.
В 2009 году на чемпионате России в Чебоксарах победила в тройном прыжке, установив при этом свой личный рекорд и показав лучший результат мирового сезона — 15,14 метра. На последовавшем чемпионате мира в Берлине, однако, не смогла даже выйти в финал, прыгнув на 13,60 метра.
В 2010 году стала серебряной призёркой на зимнем чемпионате России в Москве, победила на летнем чемпионате России в Саранске, показала четвёртый результат на чемпионате Европы в Барселоне.
За выдающиеся спортивные результаты удостоена почётного звания «Мастер спорта России международного класса».
После завершения спортивной карьеры в 2013 году работала тренером в фитнес-центре «РеФорма» во Владимире.